# Campeonato Mundial de Atletismo de 2022 - Revezamento 4x100 m masculino
A competição dos 4 x 100 metros estafetas masculino no Campeonato Mundial de Atletismo de 2022 foi realizada no estádio Hayward Field, em Eugene, nos Estados Unidos, nos dias 22 e 23 de julho de 2022.

## Recordes
Antes da competição, os recordes eram os seguintes:
| Recorde mundial                               | Nesta Carter, Michael Frater · Yohan Blake, Usain Bolt (JAM)                          | 36.84 | Londres, Reino Unido | 11 de agosto de 2012  |
| Recorde do campeonato                         | Nesta Carter, Michael Frater · Yohan Blake, Usain Bolt (KEN)                          | 37.04 | Daegu, Coreia do Sul | 4 de setembro de 2011 |
| Melhor marca do ano                           | Kevin Kranz, Joshua Hartmann · Owen Ansah, Lucas Ansah-Peprah (GER)                   | 37.99 | Ratisbona, Alemanha  | 3 de junho de 2022    |
| Recorde da África                             | Thando Dlodlo, Simon Magakwe · Clarence Munyai, Akani Simbine (RSA)                   | 37.65 | Doha, Catar          | 4 de outubro de 2019  |
| Recorde da Ásia                               | Shuhei Tada, Kirara Shiraishi · Yoshihide Kiryu, Abdul Hakim Sani Brown (JPN)         | 37.43 | Doha, Catar          | 5 de outubro de 2019  |
| Recorde da América do Norte, Central e Caribe | Nesta Carter, Michael Frater · Yohan Blake, Usain Bolt (JAM)                          | 36.84 | Londres, Reino Unido | 11 de agosto de 2012  |
| Recorde da América do Sul                     | Rodrigo do Nascimento, Vitor Hugo dos Santos · Derick Silva, Paulo André Camilo (BRA) | 37.72 | Doha, Catar          | 5 de outubro de 2019  |
| Recorde da Europa                             | Adam Gemili, Zharnel Hughes · Richard Kilty, Nethaneel Mitchell-Blake (GBR)           | 37.37 | Doha, Catar          | 5 de outubro de 2019  |
| Recorde da Oceania                            | Paul Henderson, Tim Jackson · Steve Brimacombe, Damien Marsh (AUS)                    | 38.17 | Gotemburgo. Suécia   | 12 de agosto de 1995  |
| Recorde da Oceania                            | Anthony Alozie, Isaac Ntiamoah · Andrew McCabe, Josh Ross (AUS)                       | 38.17 | Londres. Reino Unido | 10 de agosto de 2012  |

Os seguintes recordes mundiais ou olímpicos foram estabelecidos durante esta competição:
| Data        | Evento        | Atletas                                                          | Tempo | Notas               |
| ----------- | ------------- | ---------------------------------------------------------------- | ----- | ------------------- |
| 22 de julho | Eliminatórias | Christian Coleman, Noah Lyles, Elijah Hall, Marvin Bracy (USA)   | 37.87 | Melhor marca do ano |
| 23 de julho | Final         | Aaron Brown, Jerome Blake, Brendon Rodney, Andre De Grasse (CAN) | 37.48 | Melhor marca do ano |

## Medalhistas
| Ouro                                                                   | Prata                                                                        | Bronze                                                                                  |
| Canadá · Aaron Brown · Jerome Blake · Brendon Rodney · Andre De Grasse | Estados Unidos · Christian Coleman · Noah Lyles · Elijah Hall · Marvin Bracy | Grã-Bretanha · Jona Efoloko · Zharnel Hughes · Nethaneel Mitchell-Blake · Reece Prescod |

## Calendário
| Data        | Horário | Fase          |
| ----------- | ------- | ------------- |
| 22 de julho | 18:05   | Eliminatórias |
| 23 de julho | 19:50   | Final         |

Todos os horários estão no horário local (UTC-7)

## Resultados

### Eliminatórias
Qualificação: Os três primeiros de cada bateria (Q) e os dois melhores tempos (q) das eliminatórias.
| Pos. | Bateria | Raia | Nacionalidade  | Atletas                                                              | Tempo | Notas                |
| ---- | ------- | ---- | -------------- | -------------------------------------------------------------------- | ----- | -------------------- |
| 1    | 1       | 7    | Estados Unidos | Christian Coleman, Noah Lyles, Elijah Hall, Marvin Bracy             | 37.87 | Q,                   |
| 2    | 2       | 5    | França         | Méba-Mickaël Zeze, Pablo Matéo, Ryan Zeze, Jimmy Vicaut              | 38.09 | Q,                   |
| 3    | 2       | 7    | Canadá         | Aaron Brown, Jerome Blake, Brendon Rodney, Andre De Grasse           | 38.10 | Q,                   |
| 4    | 2       | 2    | África do Sul  | Henricho Bruintjies, Emile Erasmus, Clarence Munyai, Akani Simbine   | 38.31 | Q,                   |
| 5    | 2       | 8    | Jamaica        | Ackeem Blake, Kemar Bailey-Cole, Conroy Jones, Jelani Walker         | 38.33 | q,                   |
| 6    | 2       | 3    | Brasil         | Rodrigo do Nascimento, Felipe Bardi, Derick Silva, Erik Cardoso      | 38.41 | q,                   |
| 7    | 1       | 4    | Grã-Bretanha   | Adam Gemili, Zharnel Hughes, Nethaneel Mitchell-Blake, Reece Prescod | 38.49 | Q                    |
| 8    | 1       | 8    | Gana           | Sean Safo-Antwi, Benjamin Azamati, Joseph Oduro Manu, Joseph Amoah   | 38.58 | Q,                   |
| 9    | 2       | 6    | Espanha        | Bernat Canet, Pol Retamal, Jesús Gómez, Sergio López                 | 38.70 | Recorde da temporada |
| 10   | 2       | 4    | Itália         | Lorenzo Patta, Filippo Tortu, Fausto Desalu, Chituru Ali             | 38.74 | Recorde da temporada |
| 11   | 1       | 1    | Alemanha       | Kevin Kranz, Joshua Hartmann, Owen Ansah , Lucas Ansah-Peprah        | 38.83 |                      |
| 12   | 1       | 5    | China          | Tang Xingqiang, Xie Zhenye, Su Bingtian, Chen Guanfeng               | 38.83 | Recorde da temporada |
| 13   | 1       | 6    | Países Baixos  | Hensley Paulina, Taymir Burnet, Joris van Gool, Raphael Bouju        | 39.07 |                      |
|      | 2       | 1    | Dinamarca      | Simon Hansen, Frederik Schou-Nielsen, Tobias Larsen, Kojo Musah      | DNF   |                      |
|      | 1       | 2    | Nigéria        | Raymond Ekevwo, Godson Oghenebrume, Udodi Onwuzurike, Favour Ashe    | DSQ   |                      |
|      | 1       | 3    | Japão          | Ryuichiro Sakai, Ryota Suzuki, Koki Ueyama, Hiroki Yanagita          | DSQ   |                      |

### Final
A final ocorreu dia 23 de julho às 19:50. 
| Pos.              | Raia | Nacionalidade  | Atletas                                                               | Tempo | Notas                |
| ----------------- | ---- | -------------- | --------------------------------------------------------------------- | ----- | -------------------- |
| Medalha de ouro   | 4    | Canadá         | Aaron Brown, Jerome Blake, Brendon Rodney, Andre De Grasse            | 37.48 | ,                    |
| Medalha de prata  | 3    | Estados Unidos | Christian Coleman, Noah Lyles, Elijah Hall, Marvin Bracy              | 37.55 | Recorde da temporada |
| Medalha de bronze | 6    | Grã-Bretanha   | Jona Efoloko, Zharnel Hughes, Nethaneel Mitchell-Blake, Reece Prescod | 37.83 | Recorde da temporada |
| 4                 | 2    | Jamaica        | Ackeem Blake, Yohan Blake, Oblique Seville, Jelani Walker             | 38.06 | Recorde da temporada |
| 5                 | 8    | Gana           | Sean Safo-Antwi, Benjamin Azamati, Joseph Oduro Manu, Joseph Amoah    | 38.07 | Recorde nacional     |
| 6                 | 7    | África do Sul  | Emile Erasmus, Gift Leotlela, Clarence Munyai, Akani Simbine          | 38.10 | Recorde da temporada |
| 7                 | 1    | Brasil         | Rodrigo do Nascimento, Felipe Bardi, Derick Silva, Erik Cardoso       | 38.25 | Recorde da temporada |
|                   | 5    | França         | Méba-Mickaël Zeze, Pablo Matéo, Ryan Zeze, Jimmy Vicaut               | DSQ   |                      |

Legenda
| Recorde mundial       | Recorde mundial (World record)               |                       | Recorde africano                      | Recorde africano (African) |                                           | Q | Classificado por posição (Qualified) |
| Recorde do campeonato | Recorde do campeonato (Championship record)  | Recorde da América    | Recorde da América (Americas)         | q                          | Classificado por melhor tempo (Qualified) |   |                                      |
| Melhor marca do ano   | Melhor marca do ano (World leading)          | Recorde asiático      | Recorde asiático (Asian)              | DNS                        | Não largou (Did not start)                |   |                                      |
| Recorde nacional      | Recorde nacional (National record)           | Recorde europeu       | Recorde europeu (European)            | DNF                        | Não terminou (Did not finish)             |   |                                      |
| Recorde pessoal       | Recorde pessoal do atleta (Personal best)    | Recorde da Oceania    | Recorde da Oceania (Oceania)          | DSQ / DQ                   | Desclassificado (Disqualified)            |   |                                      |
| Recorde da temporada  | Recorde da temporada do atleta (Season best) | Recorde sul-americano | Recorde sul-americano (South America) | NM                         | Sem marca (No mark)                       |   |                                      |